# Il sergente (film 1968)
Il sergente (The Sergeant) è un film del 1968 diretto da John Flynn.

## Riconoscimenti
- 1969 - David di Donatello
  - Miglior attore straniero (Rod Steiger)